# Sido Martens
Sido Martens (Leeuwarden, 1 maart 1949) is een Nederlands zanger, gitarist en mandolinespeler, die landelijk bekend werd als lid van de folkrockgroep Fungus.
Martens verwierf in Friesland lokale bekendheid als gitarist van een duo met Piet Kok, en van de folkgroepen Hello en Farmers Union. In 1974 voegde hij zich bij de Nederlandstalige folkrockgroep Fungus die Vlaardingen als thuisbasis had. Hij speelde mee op het Nederlandstalige debuutalbum en werkte nog gedeeltelijk mee aan het tweede Fungus-album, maar verliet de groep in 1975 voor een solocarrière. In datzelfde jaar kwam zijn eerste album uit, geproduceerd door Roy Beltman. In 1976 speelde Martens op Pinkpop.
Martens maakte vier solo-albums, en was ook als gastmuzikant actief, maar na 1980 raakte zijn muzikale carrière in het slop. Na eerst enkele jaren medewerker te zijn geweest van de tijdschriften Road Running News van de RRA (Road Running Assocatie) waarvan hij bestuurslid was, en Runners - maandblad voor de loopsport, is hij sinds 1995 redacteur van de voortzetting daarvan, het hardloopmagazine Runner's World. Fictie is zijn sterkste kant, zoals blijkt uit de in 2008 van zijn hand verschenen bundel De loper.
In 1996 nam Sido Martens een low-budget cd op die echter niet uitkwam omdat de platenmaatschappij korte tijd later failliet ging. Twee jaar later maakte Martens opnieuw een cd. Voor zijn derde cd zamelde Martens het budget van tevoren in middels een bedelactie onder zijn fans; deze cd kreeg de toepasselijke titel 'De Pofklant'. Op de cd is ook cabaretier Dolf Jansen te horen.
Hierna verscheen nog een aantal cd's.

## Discografie
- Fungus (1974; met Fungus)
- Lief ende Leid (1975; met Fungus)
- Land & Water (1975)
- One Way Street (1975; met Pete Cox)
- Pisces (1976)
- 1,2,3 (1978)
- Re-Union (1979; met Farmers Union)
- Nooit Genoeg (1980)
- De Loper (1996)
- De Staat van Liefde (1998)
- Farmers Union (1999; met Farmers Union)
- De Pofklant (2001)
- Arbeid (2002)
- Eiland (2003)
- Brak Hart (2004)
- Naakt & Levend (2005)
- Open (2007)
- Schraaltroost & Liefspraak [boek + cd] (2009)

## Voetnoten
1. ↑  Sido Martens De loper, uitg. Bornmeer, Leeuwarden (2008) ISBN 978-90-5615-179-9